# Nereto

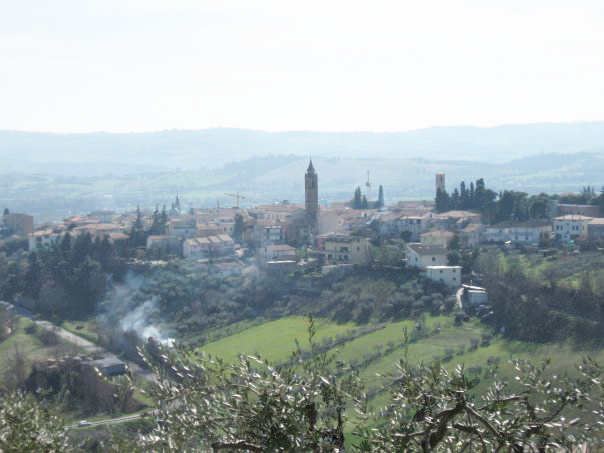
Blick auf Nereto

Nereto ist eine italienische Gemeinde (comune) mit 5362 Einwohnern (Stand 31. Dezember 2023) in der Provinz Teramo in den Abruzzen. Die Gemeinde liegt etwa 20 Kilometer nordnordöstlich von Teramo und etwa 19 Kilometer ostsüdöstlich von Ascoli Piceno.

## Geschichte
Teilweise wird angenommen, dass der Ortsname griechischen Ursprungs ist. Belege gibt es dafür nicht.
Um 1000 nach Christus wird hier eine Kirche errichtet.
Nach dem Kriegseintritt Italiens im Juni 1940 errichtete das faschistische Regime in Nereto ein Internierungslager (campo di concentramento). Es befand sich im Ortszentrum und bestand aus zwei privaten Wohnhäusern, der Casa Santoni und der Casa Lupini sowie aus einem landwirtschaftlichen Gebäude. In Nereto waren nur Männer interniert, zunächst italienische Oppositionelle, Angehörige der slawischen Minderheiten in den italienischen Grenzprovinzen und Jugoslawen aus den von Italien besetzten und annektierten Gebieten; später kamen ausländische Juden hinzu. Die Unterbringung in der „Casa Santoni“ erfüllte gewisse Standards; die anderen Gebäude waren jedoch mangels Heizung sehr kalt.
Mit Billigung des Lagerdirektors entfalteten die Internierten bescheidene kulturelle Aktivitäten; es fanden Konzerte und Fußballturniere statt. Nach dem Sturz des Faschismus im Juli 1943 wurden die italienischen Insassen entlassen, nicht aber die Slawen. Das Lager bestand auch unter dem Regime der Italienischen Sozialrepublik weiter.
Mit dem Erdbeben 2009 wurden einige Gebäude in Nereto beschädigt oder zerstört.

## Töchter und Söhne der Gemeinde
- Massimo Iannetti (* 1982), Radrennfahrer